# 藤井皓哉
藤井 皓哉（ふじい こうや、1996年7月29日 - ）は、岡山県笠岡市出身のプロ野球選手（投手）。右投左打。福岡ソフトバンクホークス所属。

## 経歴

### プロ入り前
笠岡市立大井小学校3年生のときに大井若草スポーツ少年団でソフトボールを始め、笠岡市立笠岡西中学校では軟式野球部に所属。中学時代は主にショートを守っていた。
おかやま山陽高校に進学すると、入学時は内野手であったが、投手へ転向し、2年秋からは投手に専念してエースを務めた。 3年夏は就実との初戦に敗れた。甲子園出場経験はなし。
2014年10月23日に開催されたドラフト会議にて、広島東洋カープから4位指名を受け、11月13日に契約金3800万円・年俸500万円（いずれも金額は推定）で仮契約を結んだ。背番号は41。

### 広島時代

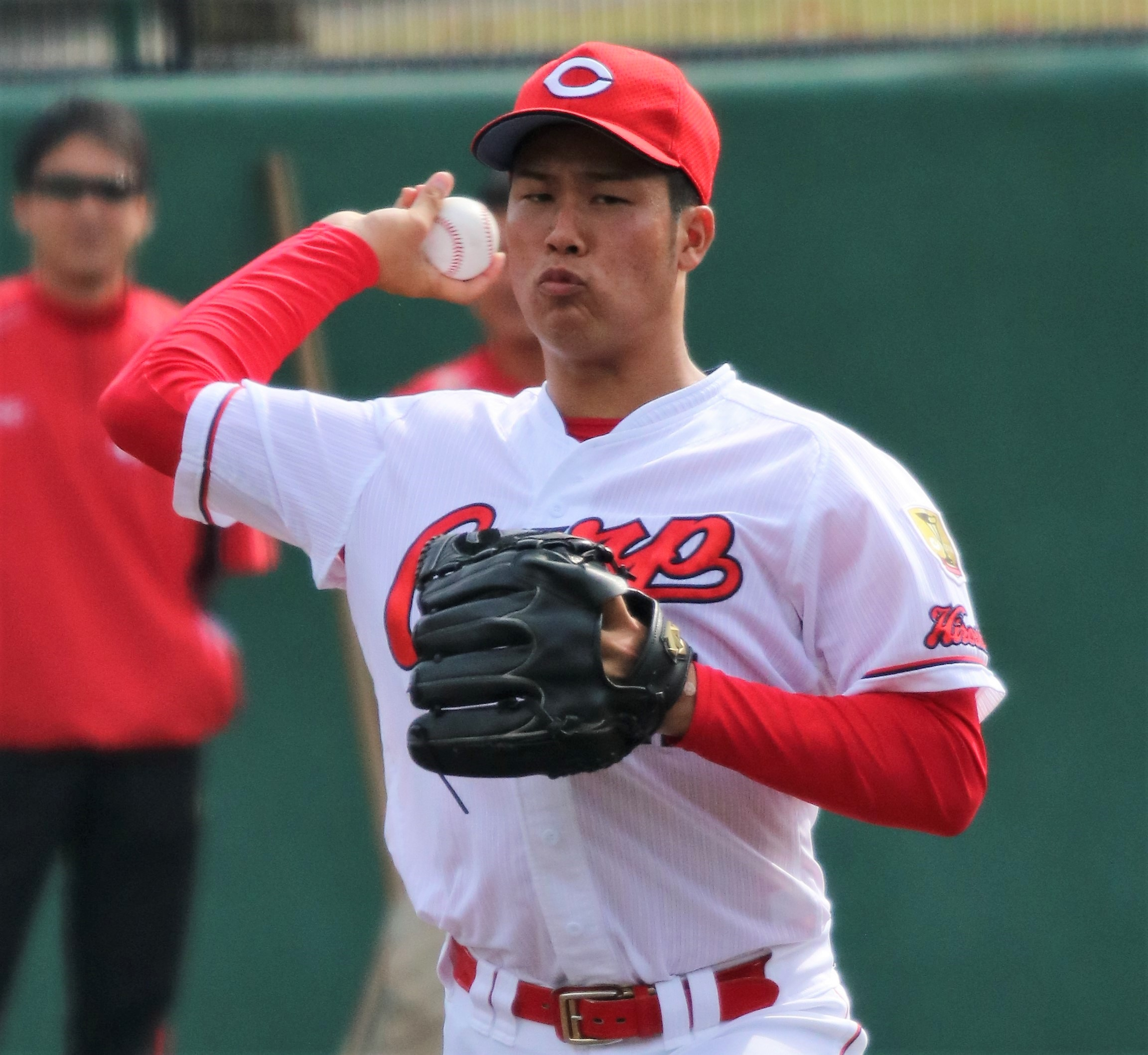
広島東洋カープ時代
（2017年11月7日 日南市天福球場）

2015年はウエスタン・リーグで6試合に登板し、10回1/3を投げて防御率3.48を記録した。
2016年は7月14日に開催されたフレッシュオールスターゲームに出場し、4回表に4番手として登板。1イニングを無失点に抑えた。この年はウエスタン・リーグで17試合に登板し、0勝2敗・防御率4.63という成績であった。
2017年はウエスタン・リーグで24登板・防御率8.26という成績ながら、8月以降は8試合の登板で計8回12奪三振2失点を記録し、9月21日に出場選手登録。同30日の横浜DeNAベイスターズ戦の7回裏、1-1の場面でプロ初登板を果たし、1イニングを三者凡退に抑えてプロ初ホールドを挙げた。この年は一軍で2試合に登板し、0勝0敗1ホールド・防御率0.00という成績であった。
2018年は5月25日に出場選手登録され、シーズン4試合目の登板となった6月6日の北海道日本ハムファイターズ戦で1点ビハインドの9回表から登板し、三者凡退に抑えると、直後にチームが逆転サヨナラ勝ちを収め、藤井にプロ初勝利が記録された。ただ、続く同13日のオリックス・バファローズ戦ではT-岡田に3点本塁打を打たれ、2回3失点という結果で翌14日に出場選手登録を抹消された。その後は9月6日に再登録されるも、10月5日に登録抹消となり、この年は8試合の登板で1勝0敗・防御率6.14という成績であった。
2019年は4月9日に出場選手登録され、同日の東京ヤクルトスワローズ戦でシーズン初登板となるも、2回4安打4四球3奪三振3失点という内容で交代し、翌10日に登録抹消。4月30日に再登録されるも、2試合連続で失点を喫し、5月9日に出場選手登録を抹消された。6月20日に再登録され、同23日のオリックス戦で5点ビハインドの延長10回表、二死三塁という場面から登板したが、連続四球で満塁とすると、後藤駿太と福田周平に適時三塁打を打たれて4失点。翌6月24日に出場選手登録を抹消されて以降の一軍登板はなくシーズンを終えた。この年は二軍で26試合に登板して防御率0.33を記録した一方、一軍では4試合の登板で防御率14.21という成績に終わった。
2020年は新型コロナウイルスの影響で開幕延期・短縮シーズンとなったが、一軍登板は無く、ウエスタン・リーグでも27試合に登板して2勝2敗2セーブ・防御率4.61という成績に終わった。11月4日に球団から戦力外通告を受け、12月2日付で自由契約公示された。「9、10月は自分の思った球を投げられていたので、まだ投げたい気持ちはある」と現役続行を目指して12月7日のトライアウトを受験し、空振り三振・空振り三振・遊ゴロという結果であった。

### 四国アイランドリーグplus時代
2020年12月29日、四国アイランドリーグplusの高知ファイティングドッグスと契約した。背番号は広島時代と同じ41。トライアウト後は独立リーグ、台湾プロ野球、社会人野球から接触があった中、監督の吉田豊彦が直接出向いて「先の安定を求めるなら社会人。NPBへ戻る気持ちがまだあるならウチだと思う」という言葉をかけた高知に入団を決意したという。
2021年5月9日に行われた福岡ソフトバンクホークス三軍との交流戦でノーヒットノーランを達成した。続く同15日の愛媛マンダリンパイレーツ戦は、笠岡市出身の藤井の凱旋試合としてかさおか古代の丘スポーツ公園野球場で開催され、8回無失点の好投で勝利投手となった。この年は22試合の登板で11勝3敗・防御率1.12、145イニングを投げて180奪三振を記録し、最優秀防御率と最多奪三振のタイトルを獲得した。後述のソフトバンク入団のため、12月14日付で自由契約となった。

### ソフトバンク時代
2021年12月14日、福岡ソフトバンクホークスと育成選手契約を締結し、1年でNPB復帰を果たした。背番号は157。
2022年は春季キャンプをB組でスタートするも、2月17日からA組に合流。実戦では計6試合にリリーフ登板し、計8イニングで6安打15奪三振4失点を記録すると、3月22日に支配下選手登録された。背番号は48、推定年俸は650万円。開幕を一軍で迎え、3月26日の日本ハム戦で移籍後初登板を果たすと、翌27日の同カードでは1点ビハインドの5回表、一死満塁の場面から登板。見逃し三振と三ゴロで無失点に切り抜けると、直後に打線が逆転し、続投した6回表も三者凡退に抑えて移籍後初勝利。NPBでは4年ぶりの白星を挙げた。6月1日の読売ジャイアンツ戦では3点リードの8回裏から登板し、2回無失点でプロ初セーブも挙げた。開幕から21試合連続無失点を記録するなど、ブルペンの一角として活躍していたが、6月27日に新型コロナウイルス陽性判定を受け、同日付で特例2022により出場選手登録を抹消された。7月8日に筑後のリハビリ組に合流し、同15日の二軍戦で実戦復帰。7月20日に一軍復帰を果たし、前半戦終了時点では30試合に登板し、4勝0敗9ホールド1セーブ・防御率0.57を記録。8月は10登板で4失点（自責点3）とやや調子を落としたが、9月は復調し、後半戦は主に8回のセットアッパーを任された。チームが優勝マジック1で迎えた10月1日の埼玉西武ライオンズ戦では、山川穂高にサヨナラ2点本塁打を打たれてプロ初黒星を喫し、涙を流した。この年は55試合に登板し、5勝1敗22ホールド3セーブ・防御率1.12と好成績を残した。CSではファーストステージに1試合、ファイナルステージに3試合に登板した。オフに4350万円増となる推定年俸5000万円で契約を更改。809%アップは球団史上最高の昇給率であった。また、エースの千賀滉大がニューヨーク・メッツに移籍したことを受け、翌シーズンは先発へ転向することが決定した。
2023年は開幕ローテーション入りし、開幕2試合目の千葉ロッテマリーンズ戦でNPB初先発となり、7回2安打2四球9奪三振無失点の好投で勝利投手となった。開幕から16回2/3連続無失点を記録するなど、先発ローテーションの一角を担っていたが、6月11日の巨人戦では3回53球で降板。MRI検査の結果、左内腹斜筋の肉離れと診断され、翌12日に出場選手登録を抹消された。7月9日の四軍戦で実戦復帰するも、セットアッパーのモイネロが左肘の手術を受けることが決まり、藤本博史監督からリリーフ再転向を打診され、7月25日に一軍復帰。9月には体調不良で特例2023による登録抹消が2度あったものの、シーズン終盤は7回のセットアッパーを任された。この年は先発としては8試合の登板で5勝3敗・防御率2.51、シーズン全体では34試合（8先発）に登板して5勝3敗9ホールド・防御率2.33を記録。CSファーストステージでは2試合に登板し、シーズン終了後には翌シーズンのリリーフ起用が決定した。オフに600万円増となる推定年俸5600万円で契約を更改した。
2024年は春季キャンプ中盤に体調不良があったものの、オープン戦では計4イニングを投げ、1安打1四球7奪三振1失点と順調な調整を見せ、開幕を一軍で迎えた。8回のセットアッパーを任されたが、開幕から4登板で防御率6.75、計4イニングで7四球と不安定な投球が続き、4月7日に登録抹消。同17日に再登録されて以降はブルペンの一角を担い、7月終了時点では31試合に登板し、2勝0敗15ホールド1セーブ・防御率2.32を記録していたが、8月17日のロッテ戦では味方の失策も絡み、1回1安打2四球3失点（自責点0）でシーズン初黒星を喫した。その後は4試合連続ホールドを記録していたが、9月1日に腰痛で登録抹消。そのままシーズンを終えることとなり、この年は40試合の登板で2勝1敗19ホールド1セーブ・防御率1.80という成績であった。
2025年、セ・パ交流戦で8試合無失点に抑え交流戦優勝の立役者になった。

## 選手としての特徴
| 球種       | 配分 % | 被打率 |
| ---------- | ------ | ------ |
| ストレート | 58.9   | .104   |
| フォーク   | 29.3   | .072   |
| スライダー | 11.8   | .158   |

“スライドしながら鋭く落ちる”という独特な軌道のフォークが最大の武器。フォースラとも呼ばれ、これはソフトバンク入団当初の監督であった藤本博史が“フォークとスライダーの中間”という意味で表現したことに由来する。
持ち球はその他に最速156km/hのストレート、四国IL時代に習得したスライダー、ソフトバンク入団後に同僚のモイネロに教えを乞いて改良したカーブなどがある。
球界では珍しい足袋型スパイクを使用している（詳細後述）。

## 人物・エピソード
広島を戦力外になる2020年から交際していた一般女性と2022年6月に結婚した。ソフトバンク入団決定後、支配下契約になったら結婚してほしいと伝えていたという。報道陣に結婚を報告した際に幸せの度合いを尋ねられ、「福岡タワーくらいじゃないですか」と笑顔で返した。
自身の性格・人柄については「物静かな方だと思います。小さいころから人見知りはありました」と話している。

### 足袋型スパイク
ソフトバンク時代から地元・岡山県の企業・岡本製甲株式会社が製作した足袋型スパイクを使用している。
2021年12月にソフトバンクとの育成契約が決まった際、NPB復帰にあたって用具の提供がなく、高校時代の恩師である堤尚彦監督に電話で相談したところ、堤監督の隣に岡本製甲株式会社の守安弘樹がいた。2人は以前から繋がりがあり、たまたま守安が年末の挨拶のために高校を訪れていたという。
もともと同社は足袋型の野球スパイクを受注生産しており、「堤監督から『スパイクない？』と尋ねられたので『作りましょう』と」と守安が藤井への協力を快諾。その後、帰省した際にシューズとスパイクを受け取って自主トレ期間で試用した。本人は「従来のスパイクだとグラグラしていたんですけど、この靴を履くようになってから立てるので、『地面を掴めている』感じもあるので、すごく立ち感はいいですね」と話し、足指を広げて踏ん張りやすく、バランスを崩しにくい足袋型スパイクを愛用するようになった。
2023年5月1日には同社とアドバイザリー契約を締結。企業が報酬を支払うのが一般的だが、藤井は無償で同社からの契約打診を引き受けた。

## 詳細情報

### 年度別投手成績
| 年 度     | 球 団        | 登 板 | 先 発 | 完 投 | 完 封 | 無 四 球 | 勝 利 | 敗 戦 | セ 丨 ブ | ホ 丨 ル ド | 勝 率 | 打 者 | 投 球 回 | 被 安 打 | 被 本 塁 打 | 与 四 球 | 敬 遠 | 与 死 球 | 奪 三 振 | 暴 投 | ボ 丨 ク | 失 点 | 自 責 点 | 防 御 率 | W H I P |
| --------- | ------------ | ----- | ----- | ----- | ----- | -------- | ----- | ----- | -------- | ----------- | ----- | ----- | -------- | -------- | ----------- | -------- | ----- | -------- | -------- | ----- | -------- | ----- | -------- | -------- | ------- |
| 2017      | 広島         | 2     | 0     | 0     | 0     | 0        | 0     | 0     | 0        | 1           | ----  | 5     | 1.2      | 0        | 0           | 0        | 0     | 0        | 1        | 0     | 0        | 0     | 0        | 0.00     | 0.00    |
| 2018      | 広島         | 8     | 0     | 0     | 0     | 0        | 1     | 0     | 0        | 0           | 1.000 | 73    | 14.2     | 20       | 2           | 7        | 1     | 1        | 21       | 0     | 0        | 11    | 10       | 6.14     | 1.84    |
| 2019      | 広島         | 4     | 0     | 0     | 0     | 0        | 0     | 0     | 0        | 0           | ----  | 41    | 6.1      | 13       | 0           | 9        | 0     | 0        | 8        | 0     | 0        | 10    | 10       | 14.21    | 3.47    |
| 2022      | ソフトバンク | 55    | 0     | 0     | 0     | 0        | 5     | 1     | 3        | 22          | .833  | 218   | 56.1     | 18       | 4           | 27       | 3     | 1        | 81       | 1     | 0        | 9     | 7        | 1.12     | 0.80    |
| 2023      | ソフトバンク | 34    | 9     | 0     | 0     | 0        | 5     | 3     | 0        | 9           | .625  | 288   | 69.2     | 46       | 3           | 33       | 1     | 7        | 84       | 1     | 0        | 21    | 18       | 2.33     | 1.13    |
| 2024      | ソフトバンク | 40    | 0     | 0     | 0     | 0        | 2     | 1     | 1        | 19          | .667  | 170   | 40.0     | 28       | 2           | 20       | 1     | 1        | 45       | 3     | 0        | 11    | 8        | 1.80     | 1.20    |
| 通算：6年 | 通算：6年    | 143   | 9     | 0     | 0     | 0        | 13    | 5     | 4        | 51          | .722  | 795   | 188.2    | 125      | 11          | 96       | 6     | 10       | 240      | 5     | 0        | 62    | 53       | 2.53     | 1.17    |

- 2024年度シーズン終了時

### 年度別守備成績
| 年 度 | 球 団        | 投手  | 投手  | 投手  | 投手  | 投手  | 投手     |
| 年 度 | 球 団        | 試 合 | 刺 殺 | 補 殺 | 失 策 | 併 殺 | 守 備 率 |
| ----- | ------------ | ----- | ----- | ----- | ----- | ----- | -------- |
| 2017  | 広島         | 2     | 0     | 0     | 0     | 0     | ----     |
| 2018  | 広島         | 8     | 0     | 0     | 1     | 0     | .000     |
| 2019  | 広島         | 4     | 0     | 1     | 0     | 0     | 1.000    |
| 2022  | ソフトバンク | 55    | 7     | 0     | 0     | 0     | 1.000    |
| 2023  | ソフトバンク | 34    | 2     | 7     | 0     | 0     | 1.000    |
| 2024  | ソフトバンク | 40    | 0     | 5     | 1     | 0     | .833     |
| 通算  | 通算         | 143   | 9     | 13    | 2     | 0     | .917     |

- 2024年度シーズン終了時

### 記録

#### NPB
初記録
投手記録
- 初登板・初ホールド：2017年9月30日、対横浜DeNAベイスターズ24回戦（横浜スタジアム）、7回裏に3番手で救援登板、1回無失点[17]
- 初奪三振：同上、7回裏に戸柱恭孝から空振り三振
- 初勝利：2018年6月6日、対北海道日本ハムファイターズ2回戦（MAZDA Zoom-Zoom スタジアム広島）、9回表に5番手で救援登板・完了、1回無失点[110]
- 初セーブ：2022年6月1日、対読売ジャイアンツ2回戦（東京ドーム）、8回裏に2番手で救援登板・完了、2回無失点[111]
- 初先発登板・初先発勝利：2023年4月1日、対千葉ロッテマリーンズ2回戦（福岡PayPayドーム）、7回無失点[75]

打撃記録
- 初打席：2018年9月22日、対阪神タイガース23回戦（MAZDA Zoom-Zoom スタジアム広島）、4回裏に藤浪晋太郎から三前犠打

### 独立リーグでの投手成績
出典は「一球速報.com」。
| 年 度     | 球 団     | 登 板 | 先 発 | 完 投 | 完 封 | 無 四 球 | 勝 利 | 敗 戦 | セ 丨 ブ | ホ 丨 ル ド | 勝 率 | 打 者 | 投 球 回 | 被 安 打 | 被 本 塁 打 | 与 四 球 | 敬 遠 | 与 死 球 | 奪 三 振 | 暴 投 | ボ 丨 ク | 失 点 | 自 責 点 | 防 御 率 | W H I P |
| --------- | --------- | ----- | ----- | ----- | ----- | -------- | ----- | ----- | -------- | ----------- | ----- | ----- | -------- | -------- | ----------- | -------- | ----- | -------- | -------- | ----- | -------- | ----- | -------- | -------- | ------- |
| 2021      | 高知      | 22    | 21    | 3     | 2     | 0        | 11    | 3     | 0        | 1           | .786  | 568   | 145.0    | 99       | 2           | 37       | -     | 3        | 180      | 11    | 1        | 25    | 18       | 1.12     | 0.94    |
| 通算：1年 | 通算：1年 | 22    | 21    | 3     | 2     | 0        | 11    | 3     | 0        | 1           | .786  | 568   | 145.0    | 99       | 2           | 37       | -     | 3        | 180      | 11    | 1        | 25    | 18       | 1.12     | 0.94    |

- 各年度の太字はリーグ最高、赤太字はリーグ歴代最高

### 背番号
- 41（2015年[10][46] - 2021年）
- 157（2022年[53] - 同年3月22日）
- 48（2022年3月22日[56] - ）